# Itabira (gemeente)
Itabira is een gemeente in de Braziliaanse deelstaat Minas Gerais. De gemeente telt 119.285 inwoners (schatting 2017).
De plaats is zetel van het rooms-katholieke bisdom Itabira-Fabriciano.

## Aangrenzende gemeenten
De gemeente grenst aan Bela Vista de Minas, Bom Jesus do Amparo, Itambé do Mato Dentro, Jaboticatubas, João Monlevade, Nova Era, Nova União, Santa Maria de Itabira en São Gonçalo do Rio Abaixo.

## Geboren
- Carlos Drummond de Andrade (1902-1987), dichter